# Lista de prefeitos de Barra do Corda
Esta é a lista de prefeitos do município de Barra do Corda, estado brasileiro do Maranhão.
O cargo de prefeito foi criado em 11 de abril de 1835, pela assembleia provincial paulista, em reação aos amplos poderes conferidos pelo Código de Processo Criminal de 1832 às câmaras municipais. Seguiram o exemplo paulista seis províncias do nordeste brasileiro (Alagoas, Ceará, Maranhão, Paraíba, Pernambuco e Sergipe).
Sob a vigente ordem constitucional, essa designação é dada ao funcionário público do Poder Executivo municipal, que exerce seu cargo em função de uma legislatura (mandato), sendo para tanto eleito a cada quatro anos, podendo ser reeleito por mais 4 anos (segundo mandato).
Funções
O poder executivo municipal chefia a administração e comanda os serviços públicos, tendo como comandante o prefeito.
A partir da constituição brasileira de 1934, o cargo de prefeito passou a ser o único, em todo o Brasil, ao qual estão atribuídas as funções de chefe do poder executivo do governo local, em simetria aos chefes dos executivos da União e do estado, portanto, em forma monocrática. Este texto quer dizer que deverá haver harmonia e integração de ação entre as esferas envolvidas sem a intervenção de uma na outra, exceto nos casos previstos na Constituição Federal.
Eleições
O prefeito é eleito por sufrágio universal, secreto, direto, em pleito simultâneo em todo o País, realizado a cada quatro anos, no primeiro domingo de outubro.
E trinta dias após tem lugar o segundo turno, se o eleito em primeiro lugar não atingir 50% dos votos válidos mais um voto, no caso de municípios com mais de duzentos mil eleitores.
Conforme a legislação eleitoral atual no Brasil para tornar-se elegível, exige-se uma série de requisitos;
- Possuir nacionalidade brasileira ou portuguesa (neste caso, o cidadão português deve se encontrar amparado pelo Estatuto de Igualdade entre Portugueses e Brasileiros),
- Título de eleitor em dia e estar em gozo pleno do exercício dos direitos políticos,
- Domicilio eleitoral na circunscrição na qual o candidato se apresenta,
- Filiação partidária,
- Ser alfabetizado (tópico invalidado pela atual constituição brasileira de 1988),
- Desincompatibilização de cargo público — Se ocupa um cargo público deve sair seis meses antes das eleições e voltar caso possa só após seis meses ao pleito eleitoral,
- Renúncia de outro mandado até seis meses antes do pleito e não ser parente afim ou consangüíneo, até segundo grau, ou cônjuge de titular de cargo eletivo; pode, entretanto, ser candidato à reeleição (artigo 14 da Constituição),
- Ter idade mínima de 21 anos.

A sede da prefeitura chama-se Palácio Municipal José Reinaldo Tavares.

## Prefeitos (1894 a atualidade)
| Nº                                                    | Nome                                                                            | Imagem                               | Partido                                          | Início do mandato       | Fim do mandato                          | Observações                                                                | Ref.   |
| Primeira República (1889–1930)                        |                                                                                 |                                      |                                                  |                         |                                         |                                                                            |        |
| 1                                                     | Cel. Fortunato Ribeiro Fialho                                                   |                                      | Partido Republicano Maranhense PRM               | 1° de janeiro de 1894   | 20 de dezembro de 1896                  | Intendente                                                                 | [ 3 ]  |
| 2                                                     | Cel. José Leonil da Cunha Nava                                                  |                                      | Partido Republicano Maranhense PRM               | 21 de dezembro de 1896  | 30 de janeiro de 1901                   | Intendente                                                                 | [ 3 ]  |
| 3                                                     | Temístocles Borgéa                                                              |                                      | Partido Republicano Maranhense PRM               | 31 de janeiro de 1901   | 15 de fevereiro de 1901                 | Subintendente                                                              | [ 3 ]  |
| 4                                                     | Cel. Aníbal Nogueira de Sousa                                                   |                                      | Partido Republicano Maranhense PRM               | 16 de fevereiro de 1901 | 31 de dezembro de 1904                  | Intendente                                                                 | [ 3 ]  |
| 5                                                     | Cel. Pedro Pereira Braga                                                        |                                      | Partido Republicano Maranhense PRM               | 1° de janeiro de 1905   | 31 de dezembro de 1908                  | Intendente                                                                 | [ 3 ]  |
| 6                                                     | Cel. José Leonil da Cunha Nava                                                  |                                      | Partido Republicano Maranhense PRM               | 1° de janeiro de 1909   | 31 de dezembro de 1913                  | Intendente                                                                 | [ 3 ]  |
| 7                                                     | Leônidas Leda                                                                   |                                      | Partido Republicano Maranhense PRM               | 1° de janeiro de 1914   | 31 de dezembro de 1915                  | Intendente                                                                 | [ 3 ]  |
| 8                                                     | Gerôncio Falcão                                                                 |                                      | Partido Republicano Maranhense PRM               | 1° de janeiro de 1916   | 31 de dezembro de 1918                  | Intendente                                                                 | [ 3 ]  |
| 9                                                     | Augusto Maranhão                                                                |                                      | Partido Republicano Maranhense PRM               | 1° de janeiro de 1918   | 14 de setembro de 1919                  | Intendente                                                                 | [ 3 ]  |
| 10                                                    | Hamilton Nava                                                                   |                                      | Partido Republicano Maranhense PRM               | 15 de setembro de 1919  | 31 de dezembro de 1923                  | Intendente                                                                 | [ 3 ]  |
| 11                                                    | Cel. José Leonil da Cunha Nava                                                  |                                      | Partido Republicano Maranhense PRM               | 1° de janeiro de 1924   | 31 de dezembro de 1928                  | Intendente                                                                 | [ 3 ]  |
| 12                                                    | Abílio Pereira da Silva                                                         |                                      | Partido Republicano Maranhense PRM               | 1° de janeiro de 1929   | 31 de dezembro de 1929                  | Intendente                                                                 | [ 3 ]  |
| 13                                                    | Major Euclides Maranhão                                                         |                                      | Aliança Liberal AL                               | 1° de janeiro de 1930   | 4 de novembro de 1930                   | Intendente                                                                 | [ 3 ]  |
| Segunda e Terceira República — Era Vargas (1930–1945) |                                                                                 |                                      |                                                  |                         |                                         |                                                                            |        |
| 14                                                    | Ten. Natal Teixeira Mendes                                                      |                                      | Aliança Liberal AL                               | 5 de novembro de 1930   | 8 de junho de 1933                      | Prefeito nomeado                                                           | [ 17 ] |
| 15                                                    | Dr. Cândido Aires                                                               |                                      | Partido Republicano Maranhense PRM               | 9 de junho de 1933      | 25 de janeiro de 1934                   | Interventor                                                                | [ 17 ] |
| 16                                                    | Francisco Sá                                                                    |                                      | Partido Republicano Maranhense PRM               | 26 de janeiro de 1934   | 17 de outubro de 1934                   | Prefeito nomeado                                                           | [ 17 ] |
| 17                                                    | Newton Figueira                                                                 |                                      | Partido Republicano Maranhense PRM               | 18 de outubro de 1934   | 15 de fevereiro de 1935                 | Prefeito nomeado                                                           | [ 17 ] |
| 18                                                    | Clóvis Habibe                                                                   |                                      | Partido Republicano Maranhense PRM               | 16 de fevereiro de 1935 | 30 de maio de 1936                      | Prefeito nomeado                                                           | [ 17 ] |
| 19                                                    | Cel. José Leonil da Cunha Nava                                                  |                                      | Partido Republicano Maranhense PRM               | 31 de maio de 1936      | 9 de setembro de 1936                   | Prefeito nomeado                                                           | [ 17 ] |
| 20                                                    | Deodoro Arruda                                                                  |                                      | Partido Republicano Maranhense PRM               | 10 de setembro de 1936  | 31 de dezembro de 1937                  | Prefeito nomeado                                                           | [ 17 ] |
| 21                                                    | Joaquim Milhomem Sobrinho                                                       |                                      | Partido Social Democrático PSD                   | 1° de janeiro de 1938   | 14 de março de 1940                     | Prefeito nomeado                                                           | [ 25 ] |
| 22                                                    | Jamil de Miranda Gedeon                                                         |                                      | Partido Social Democrático PSD                   | 15 de março de 1940     | 31 de dezembro de 1944                  | Prefeito nomeado                                                           | [ 25 ] |
| 23                                                    | Francisco Walter de Menezes                                                     |                                      | Partido Social Democrático PSD                   | 1° de janeiro de 1944   | 14 de agosto de 1947                    | Prefeito nomeado                                                           | [ 25 ] |
| Quarta República (1945–1964)                          |                                                                                 |                                      |                                                  |                         |                                         |                                                                            |        |
| 24                                                    | Maria da Conceição Teixeira Milhomem                                            |                                      | Partido Social Democrático PSD                   | 15 de agosto de 1947    | 29 de fevereiro de 1948                 | Prefeita nomeada                                                           | [ 26 ] |
| 25                                                    | Raimundo Ferreira Lima                                                          |                                      | Partido Proletário do Brasil PPB                 | 1° de março de 1948     | 25 de outubro de 1950                   | Prefeito eleito em sufrágio universal                                      | [ 27 ] |
| 26                                                    | Luís Rodrigues                                                                  |                                      | Partido Social Trabalhista PST                   | 26 de outubro de 1950   | 3 de fevereiro de 1951                  | Prefeito nomeado                                                           |        |
| 27                                                    | Manoel de Melo Milhomem                                                         |                                      | Partido Social Democrático PSD                   | 4 de fevereiro de 1951  | 16 de maio de 1951                      | Prefeito eleito em sufrágio universal, licenciado para tratamento de saúde | [ 26 ] |
| —                                                     | Acrísio Figueira                                                                |                                      | Partido Social Democrático PSD                   | 17 de maio de 1951      | 21 de junho de 1951                     | Vice-prefeito eleito no cargo de Prefeito                                  | [ 26 ] |
| 28                                                    | Florêncio Brandes                                                               |                                      | Partido Trabalhista Brasileiro PTB               | 22 de junho de 1951     | 28 de julho de 1951                     | Presidente da Câmara                                                       |        |
| 29                                                    | Antônio Correia Lima                                                            |                                      | Partido Social Democrático PSD                   | 29 de julho de 1951     | 2 de outubro de 1951                    | Prefeito eleito de forma indireta                                          | [ 26 ] |
| 30                                                    | Pedro Martins Teixeira                                                          |                                      | União Democrática Nacional UDN                   | 3 de outubro de 1951    | 10 de dezembro de 1951                  | Prefeito interino                                                          | [ 28 ] |
| 31                                                    | Manoel de Melo Milhomem                                                         |                                      | Partido Social Democrático PSD                   | 11 de dezembro de 1951  | 30 de janeiro de 1956                   | Prefeito eleito reintegrado ao cargo por decisão judicial                  | [ 26 ] |
| 32                                                    | Ardaleão Américo Pires                                                          |                                      | Partido Democrata Cristão PDC                    | 31 de janeiro de 1956   | 2 de fevereiro de 1957                  | Vice-prefeito eleito em sufrágio universal                                 | [ 29 ] |
| 33                                                    | Walter Ribeiro de Sampaio                                                       |                                      | União Democrática Nacional UDN                   | 3 de fevereiro de 1957  | 30 de janeiro de 1961                   | Prefeito eleito em sufrágio universal                                      | [ 28 ] |
| 34                                                    | Edson Falcão da Costa                                                           |                                      | Partido Social Democrático PSD                   | 31 de janeiro de 1961   | 30 de janeiro de 1966                   | Prefeito eleito em sufrágio universal                                      | [ 26 ] |
| Quinta República (1964–1985)                          |                                                                                 |                                      |                                                  |                         |                                         |                                                                            |        |
| 35                                                    | Galeno Edgar Brandes                                                            |                                      | Aliança Renovadora Nacional ARENA                | 31 de janeiro de 1966   | 30 de janeiro de 1971                   | Prefeito eleito em sufrágio universal                                      | [ 30 ] |
| 36                                                    | Lourival Pacheco                                                                |                                      | Aliança Renovadora Nacional ARENA                | 31 de janeiro de 1971   | 30 de janeiro de 1973                   | Prefeito eleito em sufrágio universal                                      | [ 30 ] |
| 37                                                    | Fernando Falcão                                                                 |                                      | Movimento Democrático Brasileiro MDB             | 31 de janeiro de 1973   | 31 de janeiro de 1977                   | Prefeito eleito em sufrágio universal                                      | [ 30 ] |
| 37                                                    | Fernando Falcão                                                                 | Aliança Renovadora Nacional ARENA    |                                                  | 31 de janeiro de 1973   | 31 de janeiro de 1977                   | Prefeito eleito em sufrágio universal                                      | [ 30 ] |
| 38                                                    | Alcione Guimarães Silva                                                         |                                      | Aliança Renovadora Nacional ARENA                | 1° de fevereiro de 1977 | 31 de janeiro de 1983                   | Prefeito eleito em sufrágio universal                                      | [ 30 ] |
| Sexta República, ou Nova República (1985–presente)    |                                                                                 |                                      |                                                  |                         |                                         |                                                                            |        |
| 39                                                    | Elizeu Chaves de Freitas (Presidente Dutra, 12.08.1939–)                        |                                      | Partido Democrático Social PDS                   | 1° de fevereiro de 1983 | 31 de dezembro de 1988                  | Prefeito eleito em sufrágio universal                                      |        |
| 40                                                    | Darci Terceiro Pereira Pires (Rosário, 10.01.1943–)                             |                                      | Partido da Frente Liberal PFL                    | 1° de janeiro de 1989   | 31 de dezembro de 1992                  | Prefeita eleita em sufrágio universal                                      | [ 31 ] |
| 41                                                    | Elizeu Chaves de Freitas (Presidente Dutra, 12.08.1939–)                        |                                      | Partido da Frente Liberal PFL                    | 1° de janeiro de 1993   | 4 de fevereiro de 1996                  | Prefeito eleito em sufrágio universal                                      | [ 32 ] |
| 42                                                    | Benoni Alves de Almeida (Monção, 11.01.1941–)                                   |                                      | Partido do Movimento Democrático Brasileiro PMDB | 5 de fevereiro de 1996  | 31 de dezembro de 1996                  | Vice-prefeito eleito em sufrágio universal                                 |        |
| 43                                                    | Manoel Mariano de Souza, Nenzin (Barra do Corda, 05.03.1939–)                   |                                      | Partido da Frente Liberal PFL                    | 1° de janeiro de 1997   | 31 de dezembro de 2000                  | Prefeito eleito em sufrágio universal                                      | [ 33 ] |
| 44                                                    | Raimundo Avelar Sampaio Peixoto (Exu, 19.04.1949–)                              |                                      | Partido Trabalhista Brasileiro PTB               | 1° de janeiro de 2001   | 31 de dezembro de 2004                  | Prefeito eleito em sufrágio universal                                      | [ 34 ] |
| 45                                                    | Manoel Mariano de Souza, Nenzin (Barra do Corda, 05.03.1939–)                   |                                      | Partido Verde PV                                 | 1° de janeiro de 2005   | 31 de dezembro de 2008                  | Prefeito eleito em sufrágio universal                                      | [ 35 ] |
| 45                                                    | Manoel Mariano de Souza, Nenzin (Barra do Corda, 05.03.1939–)                   | 1° de janeiro de 2009                | Partido Verde PV                                 | 31 de dezembro de 2012  | Prefeito reeleito em sufrágio universal |                                                                            |        |
| 46                                                    | Wellryk Oliveira Costa da Silva, Eric Costa (Barra do Corda, 02.06.1984–)       |                                      | Partido Comunista do Brasil PCdoB                | 1° de janeiro de 2013   | 31 de dezembro de 2016                  | Prefeito eleito em sufrágio universal                                      | [ 36 ] |
| 46                                                    | Wellryk Oliveira Costa da Silva, Eric Costa (Barra do Corda, 02.06.1984–)       | 1° de janeiro de 2017                | Partido Comunista do Brasil PCdoB                | 31 de dezembro de 2020  | Prefeito reeleito em sufrágio universal |                                                                            |        |
| 47                                                    | Rigo Alberto Teles de Sousa, Rigo Teles (São Domingos do Maranhão, 08.06.1963–) |                                      | Partido Liberal PL                               | 1° de janeiro de 2021   | 31 de dezembro de 2024                  | Prefeito eleito em sufrágio universal                                      | [ 37 ] |
| 47                                                    | Rigo Alberto Teles de Sousa, Rigo Teles (São Domingos do Maranhão, 08.06.1963–) | Movimento Democrático Brasileiro MDB | 1° de janeiro de 2025                            | Atualidade              | Prefeito reeleito em sufrágio universal | [ 38 ]                                                                     |        |